# Хлебников, Пётр Иванович
Пётр Иванович Хлебников (упомин. в 1787—1788) — русский художник.

## Жизнь и творчество
Сведения о жизни Хлебникова крайне скудны: известно лишь, что мастер происходил из Борисоглебских слобод под Ростовом и в 1788 году расписал трапезную в угличской церкви Димитрия на Крови. Эти росписи, неоднократно подновлявшиеся впоследствии, дошли до наших дней. Остальные работы художника неизвестны.
Сопоставляя стенопись трапезной с более ранними фресками из других частей церкви, искусствовед В. Н. Иванов отмечает, что работы Хлебникова «более интересны». Художник обратился к нескольким сюжетам Ветхого Завета: росписи на своде изображают сотворение земли, животного и растительного мира; росписи на стенах — сотворение Адама и Евы, грехопадение и изгнание из рая. Отличительной особенностью этих работ является передача обнажённого тела во всей его объёмности. Мастер использует необычные ракурсы, создающие ощущение пространственности, а также воплощает свои представления о красоте: «У Евы маленькая головка, длинные изящные ноги, Адам также сложён пропорционально, но с большой головой».

## Галерея

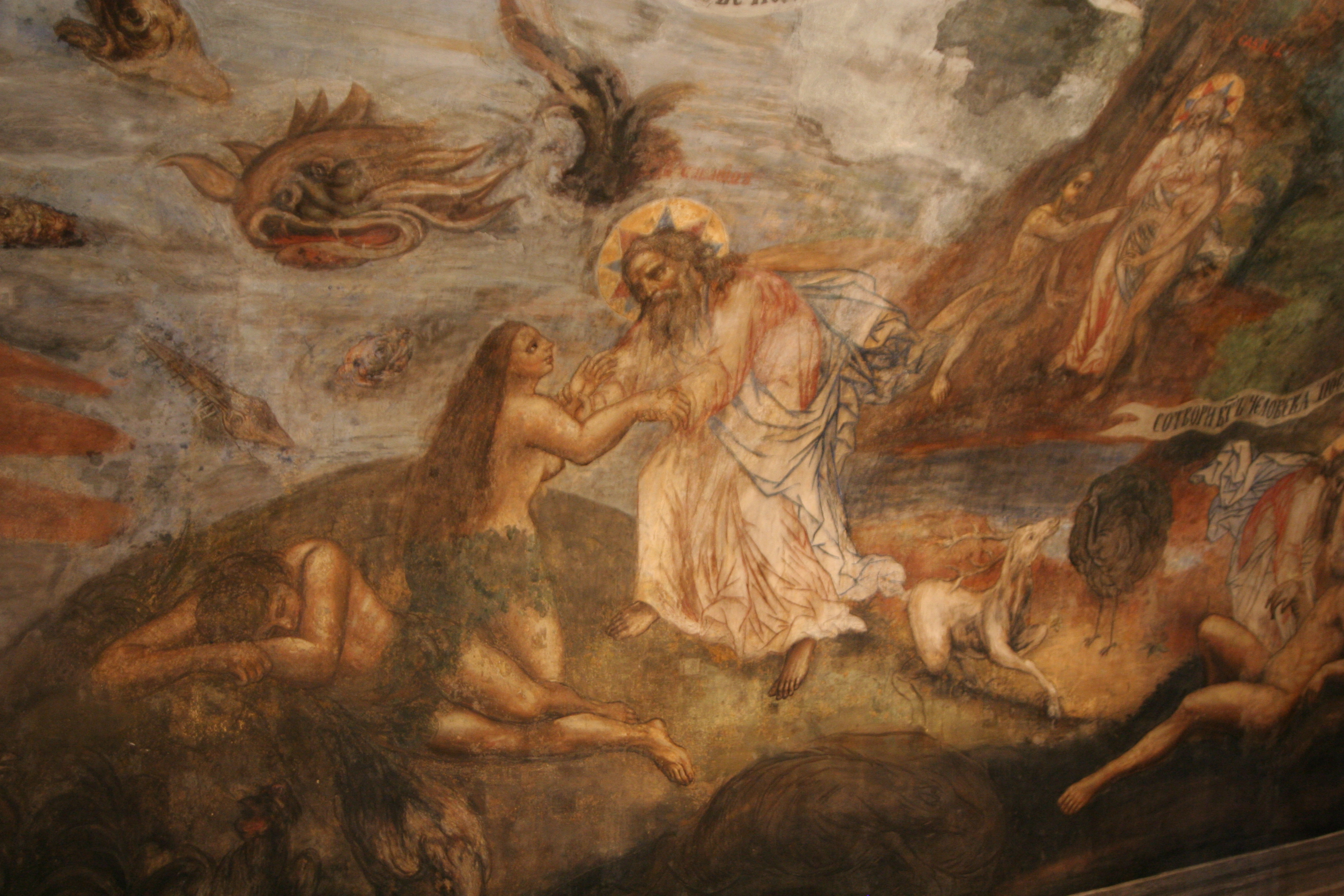
«Сотворение Евы»
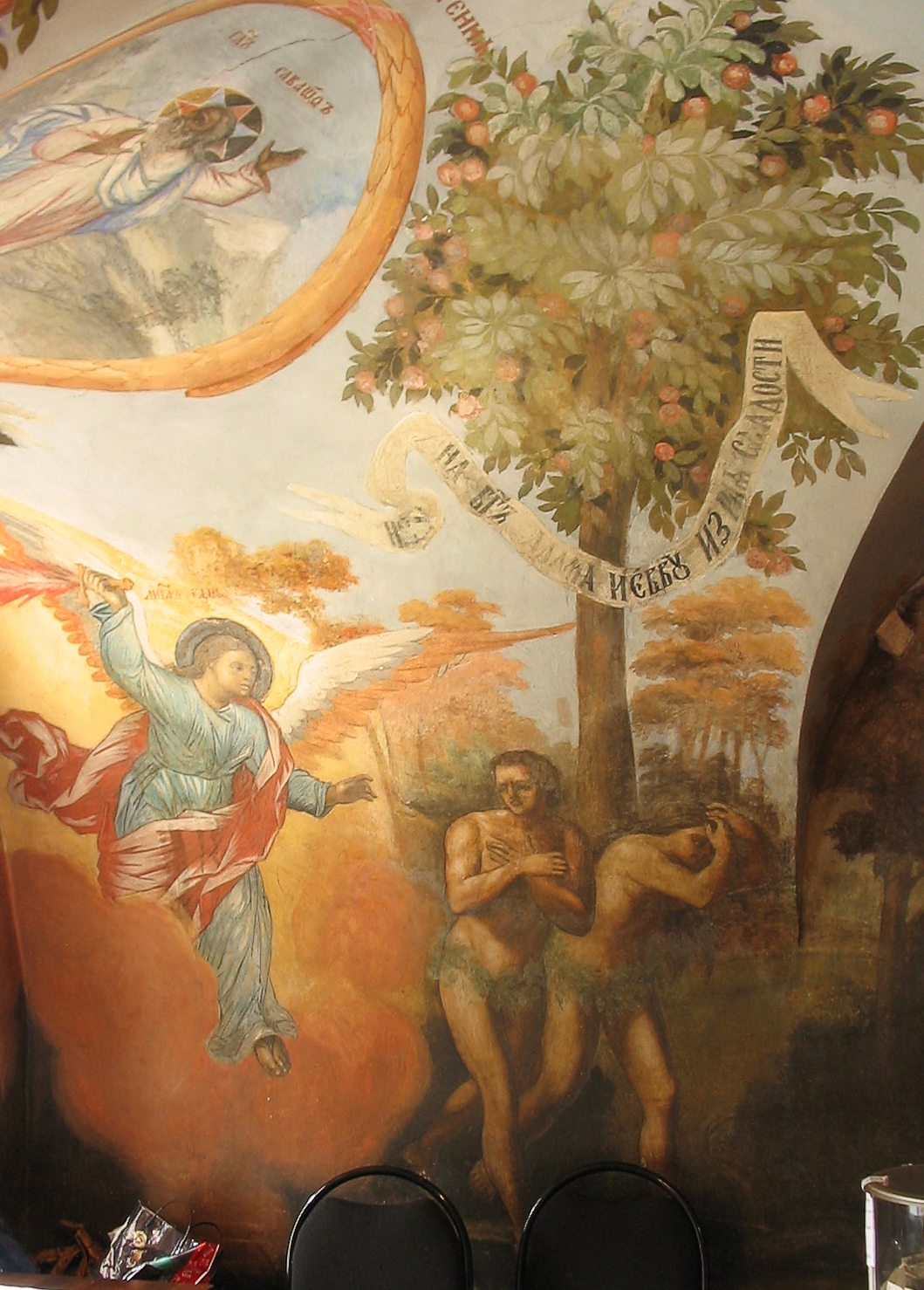
«Изгнание из рая»